# Rusalka (nave)
La Rusalka è stata un monitore della Marina militare imperiale russa, seconda e ultima unità della classe Charodeika. Fu impiegata nel Mar Baltico dal 1867 al 1893, anno in cui scomparve senza lasciare tracce con l'intero equipaggio durante una burrasca, mentre percorreva la rotta tra Reval (oggi Tallin) ed Helsinki, città all'epoca facenti parte entrambe dell'Impero russo.

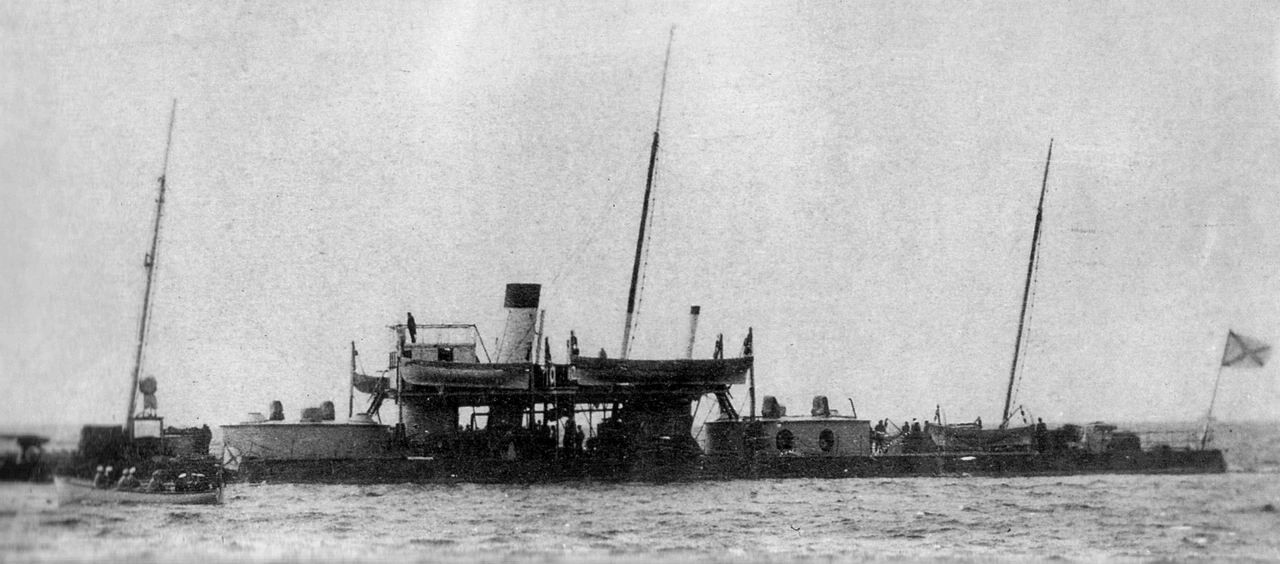
Vista laterale della Rusalka

La Rusalka salpò il 7 settembre 1893 alle 8.30 del mattino con i suoi 177 membri di equipaggio, nonostante le previsioni di avverse condizioni atmosferiche, scortata dalla cannoniera Tucha comandata dal capitano Lushkov, dato che simili navi erano adatte solo all'uso costiero e si trovavano male in acque profonde. Durante il viaggio scoppiò una burrasca e la scorta perse il contatto con il monitore intorno alle ore 11.40 a causa della fitta nebbia, continuando la traversata verso Helsinki, dove una volta arrivata il comandante Lushkov inviò un telegramma al suo superiore, l'ammiraglio Burachek, informandolo dell'arrivo della Tucha, omettendo il fatto che la Rusalka fosse dispersa. Le ricerche del vascello cominciarono soltanto il 10 settembre, dopo che la notte precedente venne ritrovato il corpo di un marinaio presso l'isola di Kremare e alcuni relitti di scialuppa sulle coste dell'isola di Sandhamm. Le ricerche lunghe ed articolate coinvolsero da subito 15 navi, ma si conclusero infruttuosamente 37 giorni dopo, il 16 ottobre, a causa delle condizioni proibitive del mare per il sopraggiungere dell'inverno. Nei mesi di giugno e agosto 1894 la goletta Samoiedo, trainando un pallone frenato per l'osservazione dall'alto, effettuò ulteriori tentativi per cercare la nave da guerra affondata senza trovare nulla e il 15 agosto 1894 le ricerche vennero definitivamente sospese.
Il disastro fece molta impressione sull'opinione pubblica, specie a Tallinn dove risiedevano molti parenti dell'equipaggio del Rusalka e dove, il 4 ottobre, si svolse una cerimonia funebre in ricordo delle vittime.
Nell'inchiesta seguita al naufragio fu appurato che le caldaie della sala macchine e gli impianti di drenaggio della nave erano in buone condizioni, escludendo così problemi tecnici che potessero aver provocato la tragedia; diversi ufficiali, tra cui l'ammiraglio Burachek, furono sottoposti a corte marziale per imperizia, alcuni dei quali furono costretti alle dimissioni.

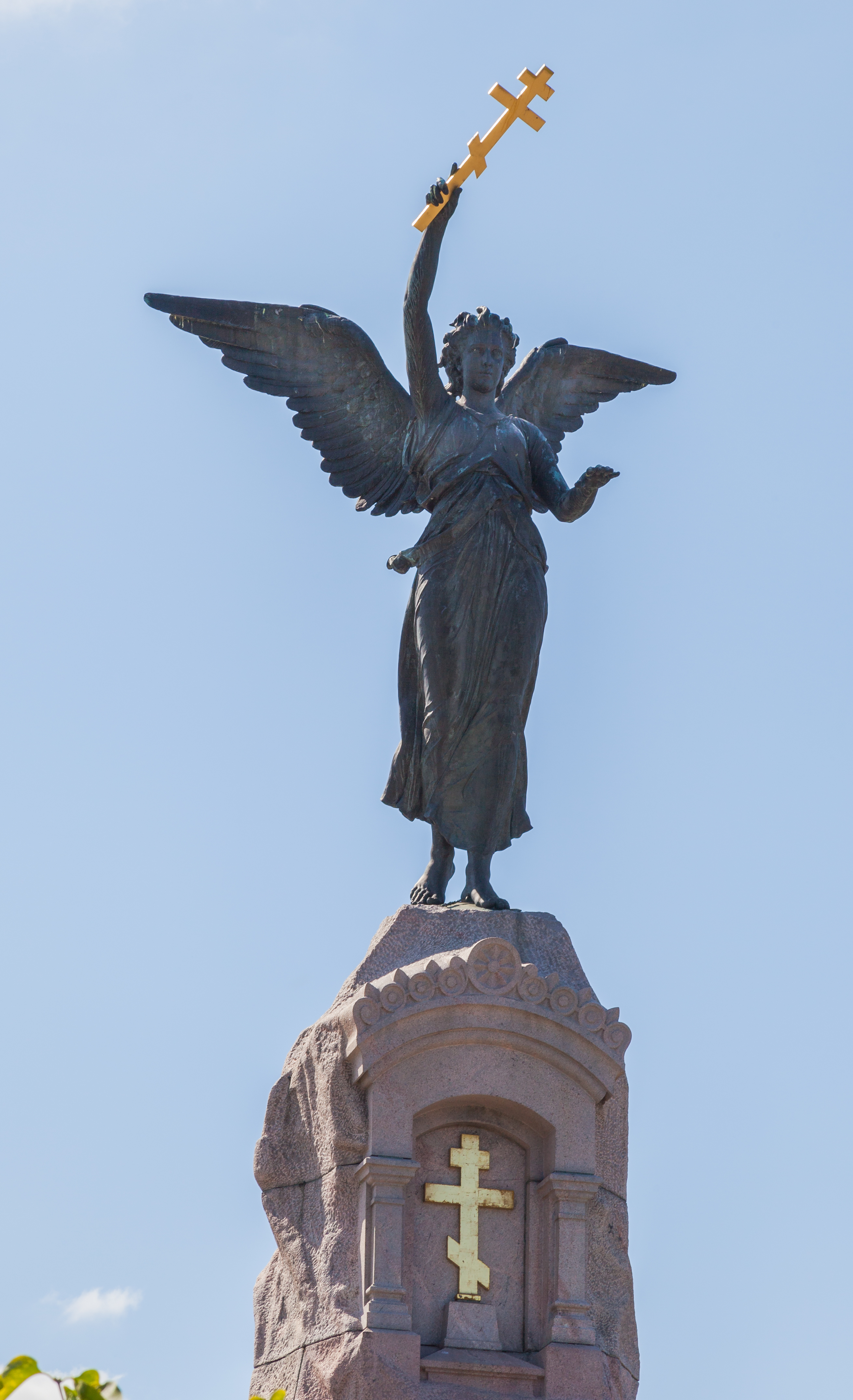
Il monumento alla Rusalka

Il 7 settembre 1902, in occasione del nono anniversario del naufragio, fu eretto a Tallin in ricordo delle 177 vittime un angelo in bronzo, opera dello scultore estone Amandus Heinrich Adamson, che rimane tuttora uno dei monumenti più noti della città.
Il relitto fu ritrovato da ricerche sonar nel luglio 2003 circa 25 km a sud di Helsinki, stranamente risulta conficcato in posizione pressoché verticale nel fondo marino che lo ricopre per circa la metà. Data la bassa temperatura dell'acqua e la scarsità di vita marina, le strutture in legno del ponte si sono sorprendentemente ben conservate.
Dalle ricerche effettuate sul relitto, si ritiene che la nave si sia rovesciata durante la burrasca e quindi affondata di prua, a causa di boccaporti negligentemente mal chiusi, intrappolando l'equipaggio.